# Cudowronka wielka
Cudowronka wielka (Paradisaea apoda) – gatunek średniej wielkości ptaka z rodziny cudowronek (Paradisaeidae). Spreparowane okazy tego gatunku były jednymi z pierwszych przedstawicieli ptaków rajskich, które przywieziono do Europy. Występuje na Wyspach Aru i w południowej Nowej Gwinei, głównie w jej zachodniej części. Nie jest zagrożony wyginięciem.

## Taksonomia
Gatunek zgodnie z zasadami nazewnictwa binominalnego opisał Karol Linneusz w 1758 roku w 10. wydaniu Systema Naturae. Błędnie wskazał miejsce pozyskania holotypu jako Indie – w rzeczywistości opisywany okaz pochodził z Wysp Aru. Autor nadał nowemu gatunkowi nazwę Paradisaea apoda, którą podtrzymuje (2019) Międzynarodowy Komitet Ornitologiczny. Uznaje on cudowronkę wielką za gatunek monotypowy. Populację z Nowej Gwinei wyodrębniano dawniej jako P. a. novaeguineae (D'Albertis & Salvadori, 1879), jednak jej przedstawiciele nie różnią się wystarczająco od tych z Wysp Aru. Po raz pierwszy brak zasadności wydzielania w obrębie cudowronki wielkiej dwóch podgatunków zasugerował Cracraft w 1992. Cudowronka wielka jest gatunkiem typowym rodzaju Paradisaea od czasu wskazania go jako takiego przez George’a Graya.
Okazy cudowronki wielkiej były jednymi z pierwszych rajskich ptaków, które dotarły do Europy – przywiózł je kapitan Sebastian Delcano, uczestnik wyprawy Magellana, w 1522 roku. Jako pierwszy w naturze obserwował je Alfred Russel Wallace w 1857 i 1869.
Niektórzy autorzy uznawali cudowronki wielkie i krasnopióre (P. raggiana) za jeden gatunek, uznając te drugie wraz z podgatunkami za podgatunek cudowronki wielkiej; taką klasyfikację przedstawiono przykładowo w Check-list of birds of the world (1962) czy List of New Guinea birds (1941). Przedstawiciele tych taksonów wykazują jednak znaczące różnice w wielkości ciała i upierzeniu, stąd klasyfikowane są w osobnych gatunkach.
Cudowronki wielkie mogą krzyżować się z krasnopiórymi (P. raggiana), z którymi współwystępują lokalnie w okolicach górnego biegu rzeki Fly. W południowej Nowej Gwinei na tokowiskach obserwowano tokujące samce będące mieszańcami. Do 2018 wiadomo było wyłącznie o hybrydach-samcach. Bywały opisywane jako P. a. luptoni. Podgatunek ten opisał Percy Lowe w 1923, zaznaczając, że być może holotyp – jeden z blisko 60 okazów skonfiskowanych przez celników w Newhaven – nie reprezentuje nowego podgatunku, a jest międzygatunkowym mieszańcem. Na zachodzie zasięgu cudowronki wielkie mogą współwystępować z mniejszymi (P. minor), jednak szczegóły nachodzenia się zasięgu i potencjalna hybrydyzacja nie są znane.

## Nazewnictwo
Nazwa naukowa gatunku oznacza ptaka rajskiego beznogiego. Jej geneza wiąże się z postacią, w jakiej pierwsze okazy ptaków dotarły do Europy: mieszkańcy Moluków, od których je pozyskano, po złowieniu preparowali ptaki, usuwając wnętrzności, kości i mięśnie, pozostawiając jedynie nienaruszoną skórę z piórami, a następnie susząc ją rozpiętą na drążku i sklejając ją bez widocznych śladów tak, że przypominała niespreparowane zwierzę. Ponieważ upierzenie samców cechuje oszałamiający przepych, w zestawieniu z brakiem wnętrzności, skłoniło to pierwszych badaczy (m.in. Konrada Gesnera) do wniosku, że jest to ptak bez nóg, nie spoczywający na ziemi, stąd epitet gatunkowy apoda (łac. – beznogi), odżywiający się rosą niebiańską. Nazwa ta odzwierciedla też wrażenie, jakie robiło upierzenie tych ptaków na Europejczykach. 
W literaturze polskiej gatunek znany jest pod nazwami: ptak rajski beznogi, latawiec beznogi.

## Morfologia
Długość ciała samca wynosi około 43 cm (bez ozdobnych środkowych sterówek, które same mierzą do 56 cm), samicy – około 35 cm. Masa ciała u 31 zbadanych osobników: 205–255 g u samców z Nowej Gwinei, 330–429 g u samców z Wysp Aru; 154–193 g u samic z Nowej Gwinei i 205–232 g u samic z Wysp Aru. Poniżej przedstawiono wymiary szczegółowe podane w milimetrach. W przypadku samców uwzględniono tylko te dotyczące osobników w pełnym upierzeniu.
| Lokalizacja | Płeć   | n | Długość skrzydła | n  | Długość ogona | n  | Długość dzioba | n | Długość skoku |
| ----------- | ------ | - | ---------------- | -- | ------------- | -- | -------------- | - | ------------- |
| Wyspy Aru   | samce  | 5 | 222–232          | 6  | 156,5–171     | 4  | 34–36          | 6 | 53–57         |
| Wyspy Aru   | samice | 4 | 178–190          | 4  | 132–137       | 4  | 33,5–36        | 4 | 47–49         |
| Nowa Gwinea | samce  | 9 | 195–209          | 13 | 133–153       | 12 | 31–34          | 5 | 46–51,5       |
| Nowa Gwinea | samice | 3 | 169–175          | 3  | 126–133       | 3  | 32–34          | 3 | 41–44         |

U samca kantarek, czoło, pokrywy uszne, broda i gardło są szmaragdowozielone, żółtawe i opalizujące. Nozdrza zakryte piórami. Pozostała część głowy, w tym kark i tył szyi, jasne pomarańczowożółte z domieszką srebrnego połysku. Cały wierzch ciała, łącznie z górną częścią skrzydeł i ogonem, kasztanowobrązowe z ciemniejszym brązowym nalotem na płaszczu, grzbiecie i pokrywach skrzydłowych mniejszych oraz pomarańczowożółtym na zewnętrznych krawędziach pokryw skrzydłowych wielkich. Środkowe sterówki są znacznie wydłużone, chorągiewka obejmuje zaledwie nasadę pióra, poza nią ze stosiny wyrastają wyłącznie podobne do drutów czarne struktury. W górnej części piersi puszysta połać piór o ciemnobrązowej barwie, stopniowo w tył ciała jaśnieje aż do barwy różowobrązowej na nogawicach, wokół kloaki i na pokrywach podogonowych. Z boków ciała wyrastają długie pióra nitkowate, u nasady żółte, potem kasztanowo paskowane, stopniowo jaśniejące do brudnej bieli. Tęczówka żółta (cytrynowożółta). Dziób niebieskoszary, nogi fioletowawe, szarobrązowe.
Samice są mniejsze od samców, co szczególnie przejawia się w długości skrzydła. Mają również krótsze środkowe sterówki, węższe i bardziej zaostrzone od pozostałych. Głowa i górna część piersi ciemnobrązowe. Wierzch ciała jak u samca, lecz ciemniejszy i bez pomarańczowożółtego nalotu; spód ciała również podobny do samczego. Tęczówka cytrynowożółta, dziób niebieskoszary, nogi różowawe, szarobrązowe. Osobniki młodociane nie zostały dotychczas opisane. Młodociane samce podobne do samic. Niemal dorosłe samce (subadult) o zmiennym upierzeniu, ogółem z upierzeniem jak u samic, lecz z pojawiającymi się już typowymi dla samców piórami, które początkowo wyrastają na głowie. Proces zmiany szat u cudowronek wielkich jest słabo poznany, prawdopodobnie samce uzyskują pełną szatę dorosłą po 5 lub 6 latach.
Osobniki z Nowej Gwinei mają różnić się od tych z Wysp Aru jaśniejszą górną częścią piersi, większą ilością kasztanowej barwy w upierzeniu i mniejszymi rozmiarami.

## Zasięg występowania
Cudowronki wielkie zamieszkują Wyspy Aru (jako jeden z 4 gatunków w rodzinie) i Nową Gwineę od miejscowości Timika (według innego źródła od rzeki Mimika) na wschód po zlewnię rzek Fly i Strickland. BirdLife International szacuje zasięg występowania na 307 tys. km². Gatunek introdukowano niegdyś na Małe Tobago w archipelagu Małych Antyli, gdzie jednak wymarł. Na wyspę wprowadzono cudowronki wielkie w 1909 roku, aby stworzyć ostoję wolną od kłusowników. Stopniowo ich liczebność zmniejszała się, a w 1963 wyspę nawiedził huragan, przetrzebiając być może pozostałą przy życiu populację.

## Ekologia i zachowanie
Środowiskiem życia cudowronek wielkich są lasy na nizinach i pagórkowatych terenach, od poziomu morza do około 920 m n.p.m., w regionie Ok Tedi do około 640 m n.p.m. Nie występują na wybrzeżach. Pomimo długiego istnienia tego gatunku w świadomości europejskich badaczy jeszcze na początku XXI wieku był to prawdopodobnie najsłabiej poznany przedstawiciel rodzaju. Jest niewiele obserwacji żerujących ptaków. Pożywieniem cudowronek wielkich są owoce i stawonogi. Osobniki o upierzeniu w typie samicy często widywane są w małych grupach, niekiedy wraz z fałdowronami czarnymi (Manucodia ater) i innymi owocożernymi ptakami. Samce poza tokowiskami zwykle przebywają samotnie. Pieśń samca zapisywana jest w transkrypcji angielskiej jako wank wank wank wank wok wok wok i różne tego wariacje. Dźwięk zapisywany jako wauk lub wonk jest podstawowym zawołaniem samców cudowronek wielkich. Szczegółowo głosy tych ptaków badał i opisywał James J. Dinsmore.

### Lęgi

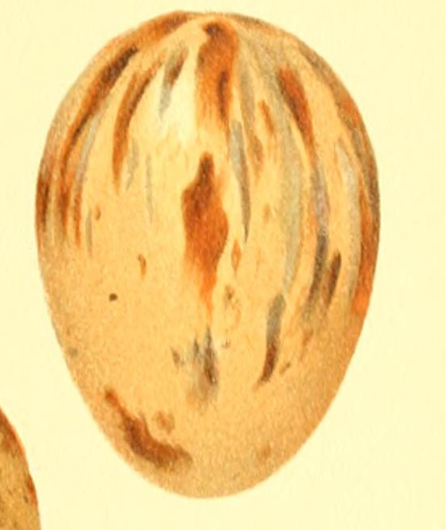
Jajo cudowronki wielkiej. Autor: Henrik Grönvold, 1912

Aktywność lęgową stwierdzano w marcu, maju i od sierpnia do grudnia. Gatunek jest poligyniczny. Samica w całości odpowiada za budowę gniazda i wychowanie młodych. Samce gromadzą się na tokowiskach w gałęziach drzew. Tokowiska znajdują się tuż pod piętrem koron, na poziomych gałęziach. Skupia się na nich przynajmniej do 15 samców, które – aby przygotować arenę przed pokazem – obrywają liście z najbliższego otoczenia wybranych gałęzi. Lokalizacja tokowisk jest stała, mogą być one wykorzystywane latami. Samce popisują się zarówno w obecności samic, jak i zanim jeszcze te się pojawią. W języku angielskim trzy kolejne fazy popisów określa się jako „Convergence Display”, „Pump (charging) Display” i „Static Display”.
Gniazdo opisano po raz pierwszy w 2003 roku, choć zabrano je w 1925 i przechowywano później w Muzeum Historii Naturalnej w Tring. Miało formę płaskiej struktury podobnej do miseczki o średnicy 21 cm. Umieszczone było na rozwidleniu gałęzi dużego drzewa. Podstawę tworzyły duże liście, górną część – epifityczne storczyki lub łodygi pnączy z niewielką ilością liści podobnych do Pyrrosia paproci. Wyściółkę stanowiły wąsy czepne pnączy. W zniesieniu 1 jajo. Wymiary 3 zbadanych jaj z Wysp Aru: 39,1 na 27,4 mm, 38,4 na 25,4 mm i 35,2 na 25,5 mm (dane pochodzą z początku XX wieku). Skorupka różowopłowa z paskami i plamkami. W niewoli inkubacja trwa 16–17 dni. Młode wykluwają się w przeciągu 12–46 godzin. Klują się nagie i ślepe. Czwartego dnia życia zaczynają wyrastać im pierwsze pióra na skrzydłach, w 5–8. dniach – na całym ciele. 6–8. dnia zaczynają otwierać się oczy. Osłonki piór zaczynają pękać w 12. dniu życia. Młode opuszczają gniazdo po 18–20 dniach życia, a po 29–32 dniach od wyklucia potrafią samodzielnie żerować.

## Status i zagrożenia
IUCN uznaje cudowronkę wielką za gatunek najmniejszej troski nieprzerwanie od 1988 (stan w 2019). BirdLife International uznaje trend liczebności populacji za spadkowy. Powołuje się na informacje z 1998, wedle których ma być to ptak pospolity, jednak z liczebnością malejącą wskutek odłowu dla ozdobnych piór. W połowie lat 80. XX wieku cudowronki wielkie miały być stosunkowo pospolite, względnie – pospolite, jednak samce spotykane były rzadko ze względu na zabijanie ich dla piór.
W związku z olbrzymim popytem na pióra ptaków rajskich (na początku XX w sprzedawano w Londynie ok. 40 tys. skórek z piórami rocznie), stwarzającym zagrożenie dla egzystencji gatunków, już w 1908 roku z inicjatywy Królewskiego Towarzystwa Ochrony Ptaków oraz Audubon Society zakazano polowań eksportowych na te ptaki. W 1917 r. wprowadzono zakaz importu piór ptaków rajskich do Anglii. W Indonezji zakaz handlu tym towarem wprowadzono dopiero w 2002 roku.

## W kulturze człowieka

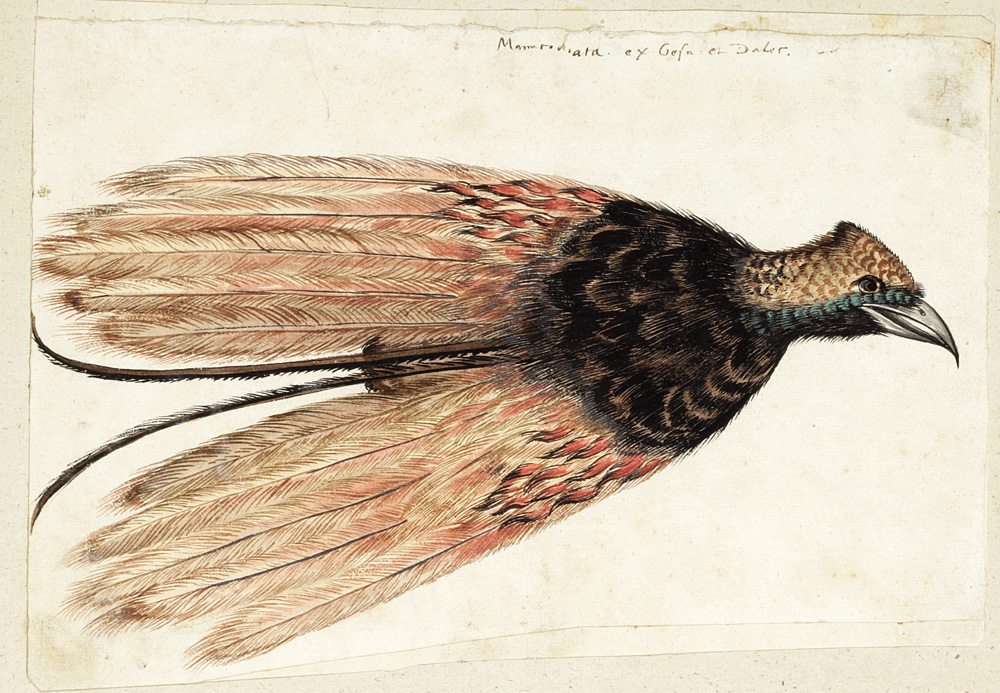
Ilustracja z okolic 1550 roku autorstwa nieznanego francuskiego lub szwajcarskiego autora przedstawiająca spreparowany okaz

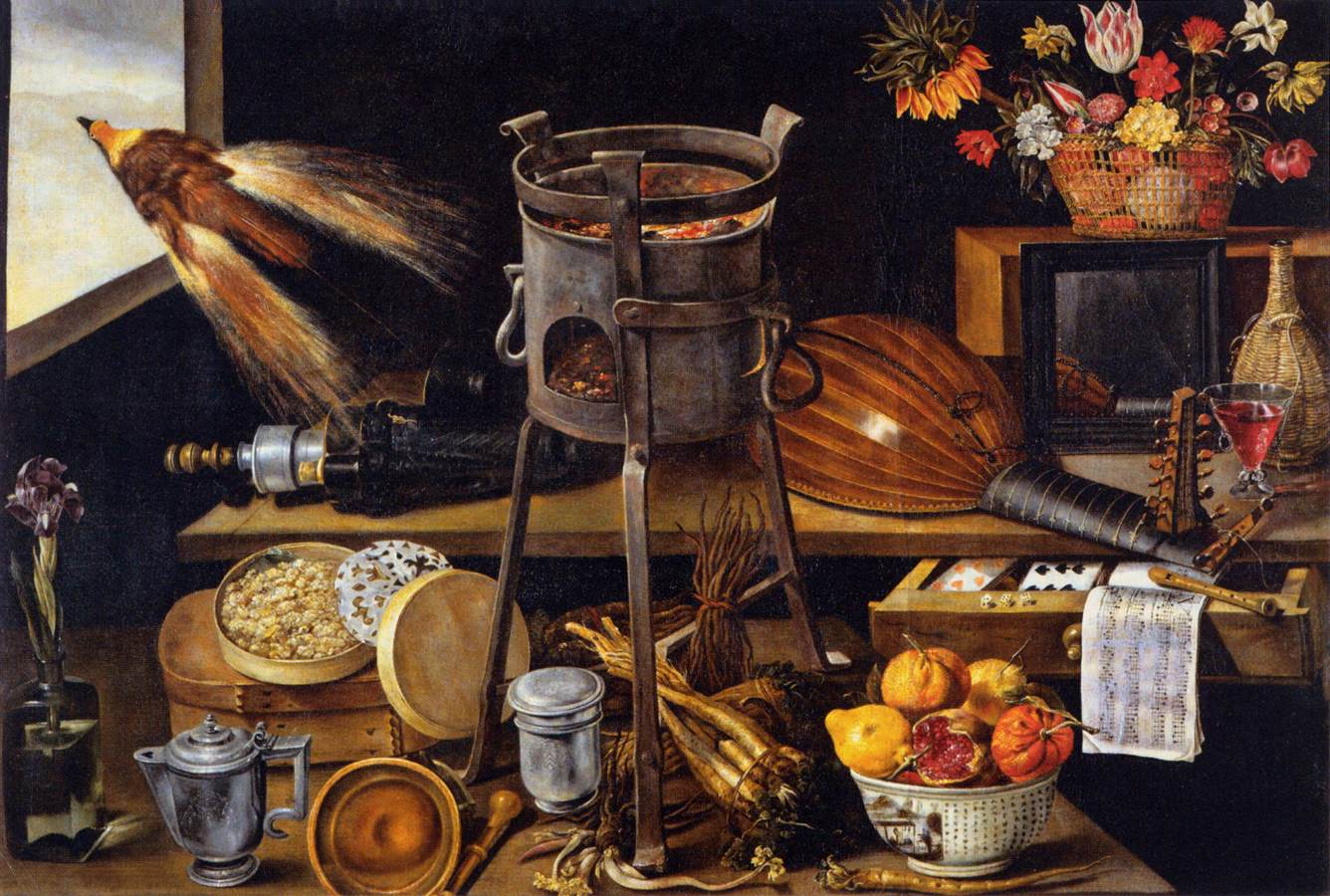
Alegoria pięciu zmysłów lub Cztery żywioły Linarda

Efektowne barwy i formy w upierzeniu tego i pokrewnych gatunków ptaków rajskich budziły zachwyt oglądających je ludzi. Papuasi wyrabiali z nich ozdoby broni, ze skórek szyli płaszcze, będące insygniami władzy. W Europie używano ich piór (i całych wypchanych ptaków) do ozdabiania damskich kapeluszy, zwanych rejerami.
Ptaki z tego gatunku były często, już od XVI w., tematami przedstawień malarskich i grafik. Pierwsze barwne przedstawienie ptaka tego gatunku pochodziło z modlitewnika Godzinki Farnese, w którym znalazła się miniatura wykonana przez Giulio Clovio (około 1540). Dawniej uznawano to za przedstawienie cudowronki krasnopiórej (P. raggiana) podgatunku augustaevictoriae; miniatura została jednak dokładnie zbadana, a wyniki opublikowano w 2009. Prawdopodobnie Clovio wzorował się na spreparowanej skórce ze zbiorów osobliwości przyrodniczych jednego z arystokratów, którym asystował. Znane jest wcześniejsze przedstawienie rajskiego ptaka – wykonany w 1522 srebrnym rysikiem (ang. silverpoint) szkic Hansa Baldunga Griena. Przypuszczalnie może to być podobizna cudowronki wielkiej, jednak brakuje szczegółów na potwierdzenie tej hipotezy. Cudowronki wielkie przedstawiano również na dziełach sztuki, są to między innymi Ptasi koncert Snydersa (1629/1630) i Alegoria pięciu zmysłów lub Cztery żywioły Linarda (1627). Tablica barwna przedstawiająca ptaka tego gatunku pojawiła się w monografii Histoire Naturelle des Oiseaux de Paradis et des Rolliers (1801–06) Levaillanta. Ręcznie malowana litografia autorstwa Josepha Wolfa i Josepha Smita zdobiła monografię Monograph of the Paradiseidae (1873).
W związku z tym, że do Europy początkowo trafiły spreparowane, beznogie skórki, przyczyniło się to w XVI w. do powstania legend o eterycznych ptakach, pochodzących z raju, co miało m.in. odzwierciedlenie w nazwie tego gatunku.
Choć od czasów odkrycia cudowronki miały miejsce w kulturze ze względu na swoje ozdobne pióra, pierwsze informacje o życiu na wolności pozyskano dopiero w XIX wieku. Szczególne zasługi miał tu Alfred Russel Wallace, który w 1857 roku opisał toki u cudowronek wielkich, pierwszego gatunku, którego zwyczaje godowe poznano.

### W niewoli
W parku ornitologicznym Weltvogelpark Walsrode rozmnożono cudowronki wielkie w 2001, po raz pierwszy na świecie. Ze względu na śmierć samicy sukcesu w lęgach nie udało się powtórzyć w tym ośrodku, jednak nabyte doświadczenie wykorzystano w Al Wabra Wildlife Preservation, gdzie pierwszy udany odchów miał miejsce w maju 2002. U ptaków trzymanych w niewoli istotnym problemem zdrowotnym jest odkładanie się żelaza w organizmie. Kilka lat po udanym lęgu w Walsrode niemal całkowicie stracono tamtejszą populację wskutek odkładania się żelaza. Wymagana była modyfikacja diety poprzedzona dokładnymi badaniami weterynaryjnymi i prowadzeniem dokumentacji.